# Шумовцы
Шумовцы (укр. Шумівці) — село в Хмельницком районе Хмельницкой области Украины.
Население по переписи 2001 года составляло 635 человек. Почтовый индекс — 31363. Телефонный код — 382. Занимает площадь 2,32 км². Код КОАТУУ — 6825089901.

## Местный совет
31363, Хмельницкая обл., Хмельницкий р-н, с. Шумовцы, ул. Гагарина, 73/1
В селе имеются библиотека, школа, детский сад, сауна, ферма.